# Agusti Charles
Agustí Charles (* 1960 in Manresa, Provinz Barcelona) ist ein spanischer Komponist.

## Werk
Agustí Charles erste ernsthaften Kompositionen stammen aus dem Jahr 1980, als er bei Miquel Roger, Albert Sardà und Josep Soler studierte. Er bildete sich bei Franco Donatoni, Luigi Nono und Samuel Adler, und arbeitet mit Joan Guinjoan, Cristóbal Halffter, José Ramón Encinar und Antoni Ros Marbà weiter.
Seine erste Oper, La Cuzzoni, wurde im Staatstheater Darmstadt im Oktober 2008 uraufgeführt, später auch in Barcelona und Madrid gespielt.
Im März 2011 wurde seine zweite Oper, Lord Byron, un estiu sense estiu („Lord Byron, ein Sommer ohne Sommer“), Text Marc Rosich, ebenfalls im Staatstheater Darmstadt uraufgeführt in der Inszenierung von Alfonso Romero Mora.
Im Jahr 2008 gab die italienische Firma Stradivarius-Records eine CD mit manchen seiner symphonischen Werke heraus, eingespielt von dem Staatsorchester Madrid unter der Leitung von J. R. Encinar. Im Jahr 2010 veröffentlichte die katalanische Firma Tritó eine CD mit seinen Werken mit dem katalanischen Staatsorchester unter der Leitung von Jaime Martín.
Er unterrichtet Komposition am Conservatorio Superior de Música de Aragón als Fachleiter.

## Preise und Auszeichnungen
Er hat rund fünfzig Preise gewonnen, sowohl in Spanien wie auch im Ausland.
- 2003 Preis des spanischen Orchestervereins mit dem Werk „Seven Looks“[6]

## Schriften
- Análisis de la música española del siglo XX, 2002
- Dodecafonismo y serialismo en España. 2005
- Instrumentación y orquestación clásica y contemporánea, in mehreren Bänden (2005, 2008).[7]